# Флетчер, Джоанн
Джоа́нн Фле́тчер (англ. Joann Fletcher; род. 30 августа 1966 года, Барнсли, южный Йоркшир) — британский египтолог, почётный исследователь на факультете археологии Университета Йорка и независимый консультант по египтологии. Участвовала в раскопках в Египте, Йемене и Великобритании, а также в исследовании мумий в разных регионах мира. Доктор Флетчер регулярно пишет статьи для газеты The Guardian и исторического сайта BBC, выступает в радио и телепередачах.

## В поисках Нефертити
Известность получили изыскания Флетчер в связи с поисками тела царицы Нефертити. В 2003 году она приняла участие в экспедиции в Долину царей, в ходе которой, опираясь на ряд косвенных доказательств, заявила, что обнаруженная в гробнице KV35 мумия KV35YL («Младшая дама») принадлежит Нефертити. Эта теория, включая описание самого процесса исследования, легла в основу книги Флетчер «В поисках Нефертити» и документального сериала телеканала «Discovery Channel», выступившего спонсором экспедиции. В том же 2003 году была сделана реконструкция прижизненного облика мумии; заявлялось, что она очень похожа на бюст Нефертити .
Одновременно с резкой критикой обрушился профессор Захи Хавасс, сначала считавший мумию принадлежавшей главной жене Тутмоса III Хатшепсут Меритра. Хавасс выступил с альтернативным исследованием на телеканале National Geographic, в котором проанализировал найденную в KV35 мумию и пришёл к выводу, что это — царица Тия, главная жена Аменхотепа III. Хавасс обвинил Флетчер в дилентантизме, объявил найденный возле мумии парик «подброшенной фальшивкой» и даже запретил британской экспедиции продолжать дальнейшую работу.
Согласно генетической экспертизе  2010 года Юная мумия оказалась дочерью царицы Тии (лежащей рядом) и Аменхотепа III (похороненного в этой же гробнице), матерью Тутанхамона, женой мужчины из гробницы KV55.